# Smart Melting
Der Begriff Intelligentes Schmelzen (engl.: smart melting) umfasst die kommunikative Vernetzung und Steuerung eines energetisch optimierten Schmelzbetriebes in der Metallindustrie. Die Bezeichnung Smart Melting wurde vom Kompetenzzentrum Industrielle Energieeffizienz (KIEff) an der Hochschule Ansbach geprägt und erstmals 2012 im Rahmen eines Teilprojektes im Forschungsverbund Green Factory Bavaria verwendet. Smart Melting ermöglicht das Einbinden des Schmelzbetriebes in ein intelligentes Stromnetz (smart grid). Ziel ist es, einen Beitrag zur Netzstabilität und Versorgungssicherheit zu leisten und wirtschaftliche Vorteile, die durch ein intelligentes Stromnetz entstehen, zu nutzen.

## Hintergründe und Motivation

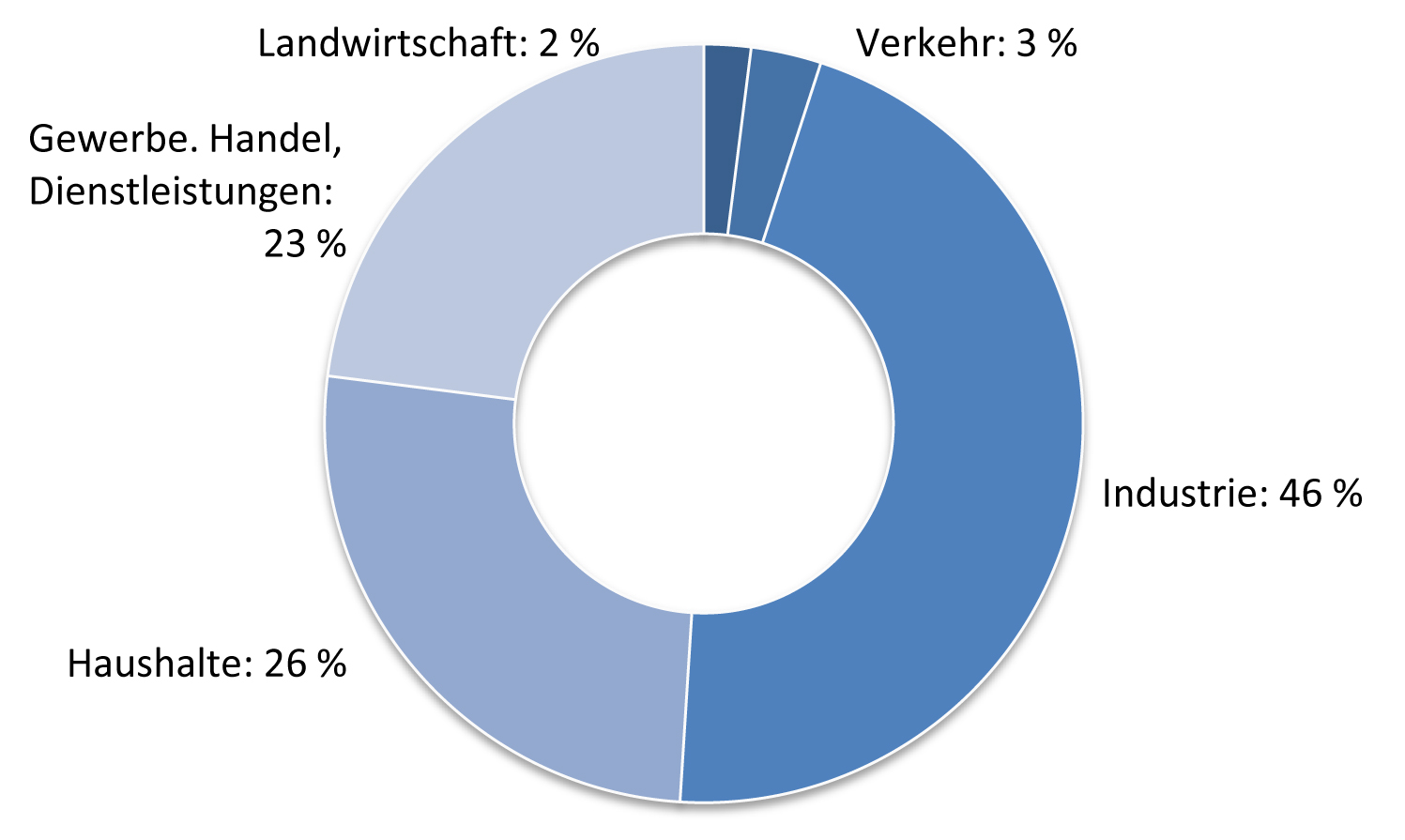
Netto-Stromverbraucher nach Verbrauchergruppen 2011.

Im Zuge der Energiewende ist das Stromnetz starken Schwankungen hinsichtlich Einspeisung und Belastung unterworfen, wodurch die Netzüberlastung und die Kollaps-Gefahr zunimmt. Da die Industrie den größten Stromverbraucher darstellt, ist es notwendig, die energieintensiven Prozesse der Industrie zur Vermeidung von Lastspitzen in ein intelligentes Stromnetz zu integrieren. Zu den energieintensivsten Prozessen zählen die Metallschmelzprozesse.

## Aufbau eines intelligenten Schmelzbetriebes
Bei einem intelligenten Schmelzbetrieb werden die Parameter Produktionskapazität, Schmelzbedarf, Stromangebot und Speicherkapazität durch ein Prozessmanagementsystem verknüpft und die Produktion netzstabilisierend ausgelegt.
Für eine bessere Anpassung der Produktion an Netzschwankungen wird ein zusätzlicher Flüssigmetallspeicher installiert, der eine geringere Produktion bei großer Netzbelastung und eine größere Produktion bei geringer Netzbelastung ermöglicht. Zudem ermöglicht er ein längeres Fahren am optimalen Betriebspunkt und führt somit zu einem energetisch optimierten Anlagenbetrieb. Durch die Verwendung von thermischen Speichern können die nachgeschalteten Prozesse (z. B. Masselvorwärmung, Hallenbeheizung) auch bei geringerer Produktion mit der benötigten thermischen Energie versorgt werden.
Schmelzbetriebe werden neben Strom vor allem mit Gas betrieben. Für die Integration von gasbetriebenen Prozessen in ein intelligentes Stromnetz müssen spezielle Strategien entwickelt werden.

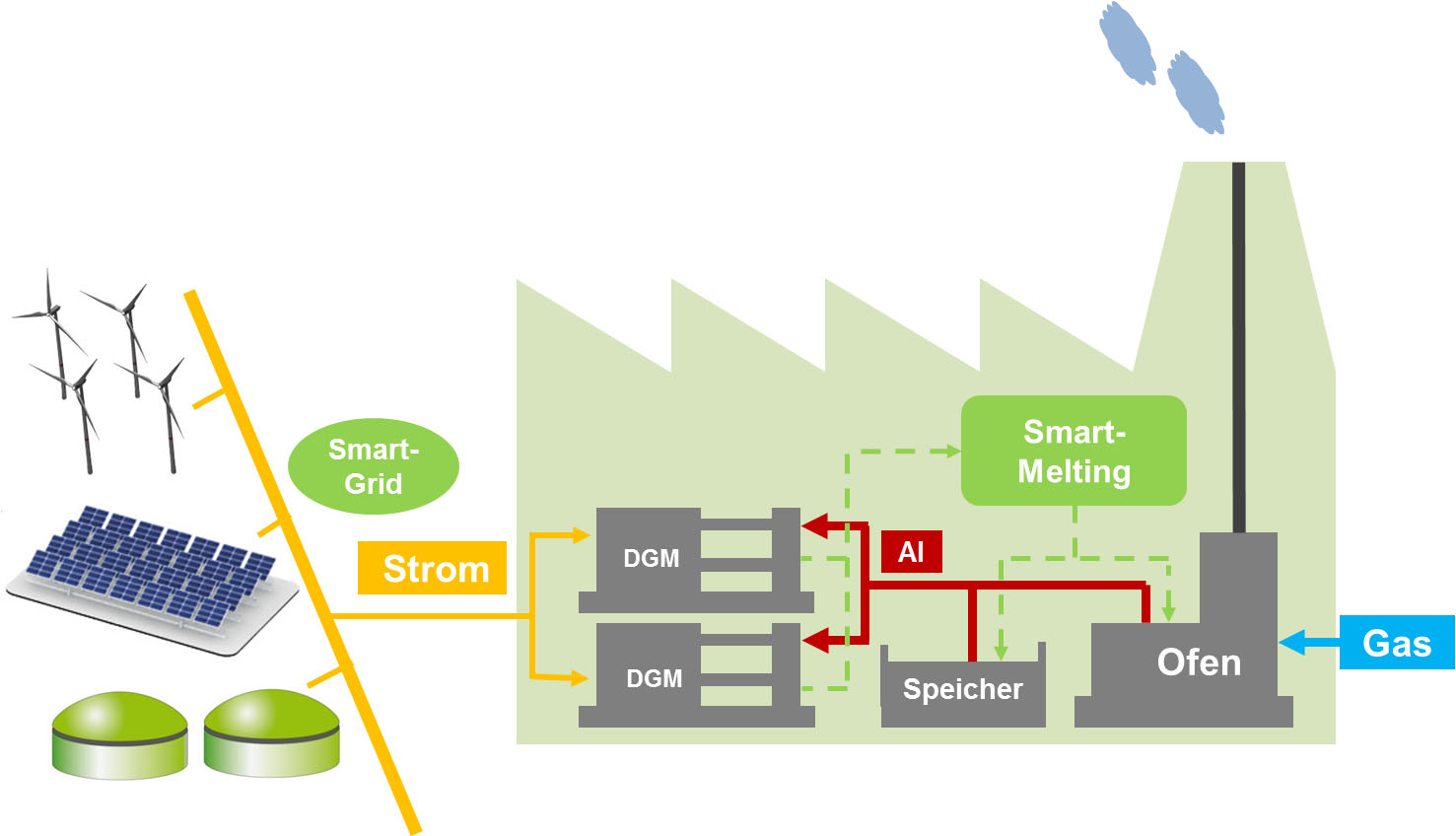
Wandel eines Schmelzbetriebes zu einem Smart-Melting-Betrieb

## Vorteile

### Wirtschaftliche Vorteile durchSmart Melting
In einem intelligenten Stromnetz orientiert sich der Strompreis an Angebot und Nachfrage. Der intelligente Schmelzbetrieb greift diese Idee auf und versucht, mit Hilfe eines vorausschauenden Prozessmanagements die Zeiten für den Schmelzprozess zu nutzen, zu denen die Stromnachfrage niedrig, das Angebot hoch und somit der Strompreis gering ist. 
Ein weiterer wirtschaftlicher Vorteil entsteht dadurch, dass durch die Flüssigmetall- und Wärmespeicher die Anlage länger am optimalen Betriebspunkt gefahren werden kann und somit der Schmelzwirkungsgrad erhöht und Energiekosten gesenkt werden können.

### Smart Meltingals Energiespeicher
Ein intelligenter Schmelzbetrieb kann zur Entlastung des Stromnetzes beitragen und gleichzeitig als Energiespeicher dienen. Bei geringer Stromnachfrage wird Energie aus dem Stromnetz für den Schmelzprozess entnommen. Diese Energie wird in Form von thermischer Energie im Schmelzofen bzw. im Flüssigmetallspeicher und in weiteren Wärmespeichern gespeichert. Kommt es zu Lastspitzen im Netz, wird das gespeicherte Flüssigaluminium weiterverarbeitet und somit der Strombedarf zu Spitzenlastzeiten reduziert. Der Energiespeicher des intelligenten Schmelzbetriebes wird wieder geleert.
Aufgrund der großen Massen, die in der Metallindustrie verarbeitet werden, und der hohen Wärmekapazität von Metallen ist hier ein sehr großes Speicherpotential vorhanden.

### Stabilisierung des Netzes durchSmart Melting
Ein positiver Effekt der Nutzung der im Flüssigmetallspeicher gespeicherten Energie zu Spitzenlastzeiten ist der Rückgang des Strombedarfs zu diesen Zeiten und somit die Entlastung des Stromnetzes.
Smart Melting wirkt folglich doppelt stabilisierend auf das Stromnetz. Es entnimmt bei zu hoher Netzfrequenz, d. h. bei zu großem Stromangebot, Energie aus dem Netz und speichert diese. Zu den Hauptproduktionszeiten, also bei großer Nachfrage, wird die zuvor entnommene Energie, die in Form von thermischer Energie gespeichert wurde, verwendet und das Stromnetz wird somit entlastet.

### Erneuerbare Energien undSmart Melting
Wind und Sonne gehören zu den Energiequellen der erneuerbaren Energien mit den größten Schwankungen und sind gleichzeitig die größten Lieferanten erneuerbarer Energie in Form elektrischen Stromes. Dies führt dazu, dass das Stromnetz stärker belastet wird. Stürmische Nächte oder sonnige Feiertage belasten das Netz besonders, da die Industrie als größter Energieverbraucher zu diesen Zeiten nur einen Bruchteil des normalen Energiebedarfs benötigt. Als Folge müssen Windkraftwerke und größere Solarparks zeitweise abgeschaltet oder konventionelle Kraftwerke wie Kohle- oder Gaskraftwerke heruntergeregelt werden, was eine Verschlechterung des Wirkungsgrades nach sich zieht.
In einem intelligenten Schmelzbetrieb kann der Stromüberschuss, der durch erneuerbare Energien entsteht, teilweise aus dem Netz entnommen werden. Dies führt dazu, dass Windkraftwerke oder Solarparks nicht abgeschaltet werden müssen und somit keine erneuerbaren Energien verloren gehen.

## Herausforderungen
Smart Melting basiert auf dem Grundgedanken, dass Metall durch elektrische Energie geschmolzen wird. Viele Schmelzbetriebe arbeiten jedoch mit konventionellen Energieträgern wie Kohle oder Gas, da diese zum jetzigen Zeitpunkt billiger sind als die Verwendung von Strom. Die Verwendung von elektrischer Energie zum Schmelzen der Metalle kann nur in einem intelligenten Stromnetz wirtschaftlich sein, bei dem die Strompreise zeitweise günstiger sind.
Um die Einbindung eines Schmelzbetriebes in ein intelligentes Stromnetz zu ermöglichen, muss zunächst der Prozessablauf im Schmelzbetrieb selbst intelligent werden. Hierbei spielt die Ausschöpfung des Steuer- und Regelpotentials eine wichtige Rolle. In vielen Schmelzbetrieben mangelt es an Kommunikation zwischen den einzelnen Produktionsschritten bzw. besitzen diese nicht das nötige Prozess-Monitoring.
Eine weitere Herausforderung ist, dass die Möglichkeit zur Speicherung des flüssigen  Metalls gegeben sein  muss. Schmelzbetriebe müssen von der momentanen Just-in-time-Produktion der Schmelze hin zu einer Produktion auf Lager, mit der Möglichkeit, nicht nur Schmelze für die nächsten zwei bis drei Stunden, sondern für die nächsten zwei bis drei Schichten zu produzieren. Um dies zu ermöglichen, sind  Anlagen mit größeren Schmelzleistungen und größere Speicher für die flüssige Schmelze nötig.

## Nachteile
Für die Umsetzung von Smart Melting ist im Vergleich zur bisherigen Betriebsweise mit höheren Investitionskosten zu rechnen. Dies ist auf die größere Schmelzleistung und die Speicher für die flüssige Schmelze zurückzuführen. Zudem steigt durch die Bevorratung von flüssiger Schmelze der Energiebedarf für die Speicherung.